# Xiqiao (köping i Kina, Sichuan)
Xiqiao (kinesiska: 西桥镇, 西桥) är en köping i Kina. Den ligger i provinsen Sichuan, i den sydvästra delen av landet, omkring 250 kilometer öster om provinshuvudstaden Chengdu. Antalet invånare är 11 146. Befolkningen består av 5 420 kvinnor och 5 726 män. Barn under 15 år utgör 19,0 %, vuxna 15-64 år 68 %, och äldre över 65 år 12,0 %.
Genomsnittlig årsnederbörd är 1 469 millimeter. Den regnigaste månaden är september, med i genomsnitt 284 mm nederbörd, och den torraste är december, med 11 mm nederbörd.